# Кренеляж

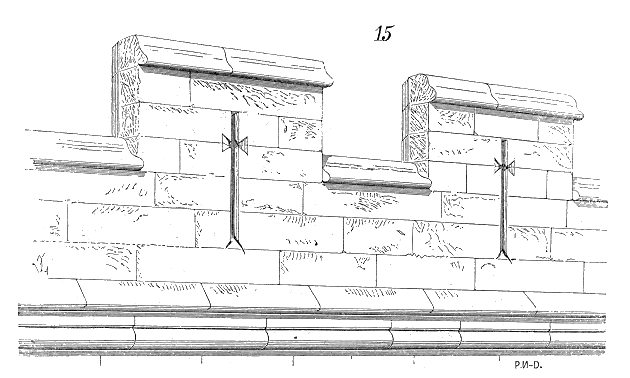
Кренеляж

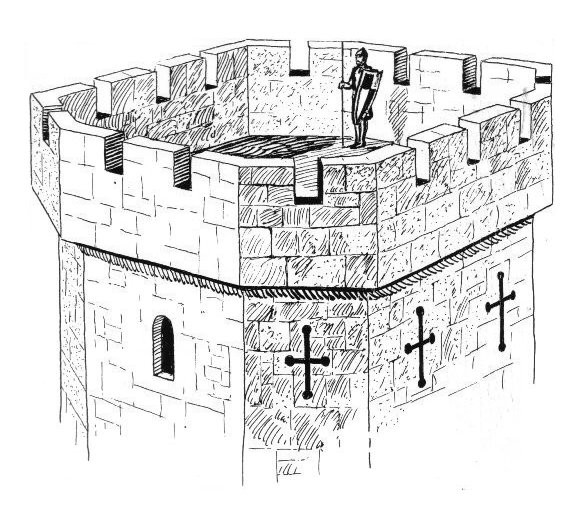
Кренеляж вежі

Бла́нки або кренеля́ж — в архітектурі оборонних споруд (замків, фортів, фортець) зубчате завершення стіни, доповнене парапетом з бойовим ходом із внутрішнього боку.

## Термінологія

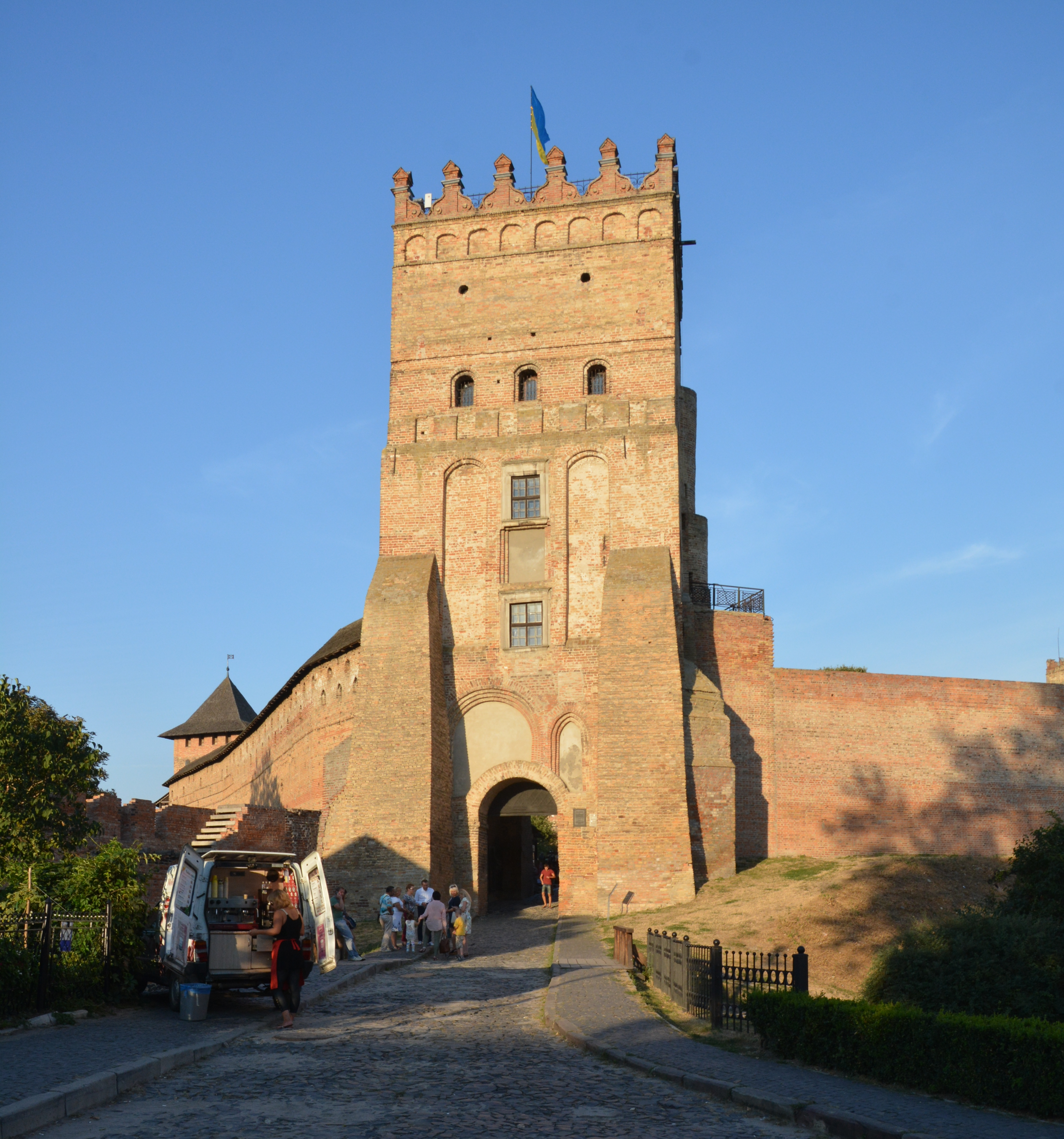
В'їзна брама луцького замку

У староукраїнських джерелах, зокрема в описах київського, луцького, чорнобильського та інших замків за 1552 рік, використовувався термін бланки. Як і пол. blanki запозичене з діалектного німецького слова blanke, яке походить з нім. Planke (груба дошка), лат. planca (дошка).
Кренеляж — французьке слово (фр. crénelage), яке походить від старофранцузького cren (пор. із сучасним фр. créneau) або лат. crena у значенні «виїмка», «зарубка» або «паз».

## Опис
Зубці кренеляжу називаються мерлонами (фр. merlon), а просвіти — кренелями (фр. crenel, carnel); поєднання зубців-мерлонів і просвітів-кренелів формують кренеляж. Присутній на оборонних мурах (стінах, брамах) і вежах. Зустрічається на європейських, азійських, африканських, американських спорудах. 